# Mijn idee
Mijn idee was een Nederlandse jeugdserie van de NCRV, waarin een serie minidrama’s werd uitgezonden waarvan de verhalen werden geschreven door kinderen zelf, in plaats van de gebruikelijke scenarioschrijvers. Bedenker en regisseur Karst van der Meulen deed in 1985 een oproep aan kinderen om hem hun zelfgeschreven verhalen toe te sturen. Uit 2000 inzendingen werden elf verhalen uitgekozen en verfilmd. De kinderen kregen tijdens het jeugd- en jongerengala op de nationale filmdagen in Utrecht een Gouden Paperclip van de NCRV uitgereikt, als prijs voor de beste filmscenario's.
Na het succes van het eerste seizoen nam Van der Meulen in 1987 en 1990 nog twee seizoenen van Mijn idee op. Het programma ontving in 1988 een eervolle vermelding voor de Zilveren Nipkowschijf.
D66-politicus Boris van der Ham was een van de jongeren wier scenario werd uitgezonden. Diverse grote namen hadden één of meerdere gastrollen in de films, waaronder Willeke van Ammelrooy, Bartho Braat, Lex Goudsmit, Gerda Havertong, Hetty Heyting, Leen Jongewaard, Marc Klein Essink, Nada van Nie, Sjoerd Pleijsier, Elsje Scherjon, Maarten Spanjer en Bram van der Vlugt.